# مایکروسافت تودو
مایکروسافت تودو (به انگلیسی:ToDo)یک برنامه مدیریت وظیفه مبتنی بر ابر است. تودو به کاربران امکان می‌دهد از طریق تلفن هوشمند، رایانه لوحی و رایانه کارهای خود را مدیریت کنند. این فناوری توسط تیم Wunderlist تولید شده‌است که توسط مایکروسافت خریداری شده‌است.

## تاریخچه
مایکروسافت تودو برای اولین بار به عنوان پیش نمایش با ویژگی‌های اساسی در آوریل ۲۰۱۷ راه اندازی شد.بعداً ویژگی‌های بیشتری از جمله اشتراک لیست کار در ژوئن ۲۰۱۸ اضافه شد.
در سپتامبر ۲۰۱۹، با به‌کارگیری رابط کاربری جدید با شباهت بیشتر به Wunderlist، از یک بروزرسانی عمده برای این برنامه رونمایی شد. با حذف خط فاصله از تو-دو، این نام نیز اندکی به روز شد.